# Claretta Petacci
Clara Petacci, kendt som Claretta Petacci (født 28. februar 1912, død 28. april 1945) var den italienske diktator Benito Mussolinis elskerinde, og hun blev henrettet sammen med ham i 1945.